# Баринова, Надежда Михайловна
Наде́жда Миха́йловна Ба́ринова (род. 10 апреля 1955) — российский дипломат. Чрезвычайный и полномочный посол (2021).

## Биография
Окончила Ленинградский государственный университет (1972). Владеет чешским и английским языками. На дипломатической работе с 1979 года.
В 1979—2004 годах — на различных должностях в центральном аппарате МИД и за рубежом.
В 2004—2016 годах — заместитель директора Историко-документального департамента МИД России.
С 26 сентября 2016 по апрель 2025 года — директор Историко-документального департамента МИД России.
Член Совета Российского исторического общества.

## Дипломатический ранг
- Чрезвычайный и полномочный посланник 2 класса (17 января 2011)[2].
- Чрезвычайный и полномочный посланник 1 класса (10 июня 2019)[3].
- Чрезвычайный и полномочный посол (9 февраля 2021)[4].

## Награды
- Орден Почёта (25 марта 2025)  — за вклад в реализацию внешнеполитического курса Российской Федерации и многолетнюю добросовестную дипломатическую службу[5]
- Орден Дружбы (10 февраля 2020) — за большой вклад в реализацию внешнеполитического курса Российской Федерации и многолетнюю добросовестную дипломатическую службу[6].
- Благодарность президента Российской Федерации (5 апреля 2021) — за большой вклад в реализацию внешнеполитического курса Российской Федерации и многолетнюю добросовестную дипломатическую службу[7].
- Большая серебряная медаль Российского исторического общества (2022)[8].

## Семья
Замужем, имеет сына.